# Антіох Кантемир
Антіох Кантемир (молд. Antioh Cantemir, ? — †1726, монастир Голія) — син Константина Кантемира, брат Дмитрія Кантемира і дядько Антіоха Кантемира, двічі господар Молдавського князівства: з 18 грудня 1695 по 12 вересня 1700 і з 12 лютого 1705 по 31 липня 1707.

## Біографія
Разом з братом Дмитрієм брав участь у змові проти Константина Дуки, який захопив трон після того як Дмитрій Кантемир був зміщений за наказом Османської імперії. На відміну від свого батька Антіох встановив дружні відносини з Річчю Посполитою. Він також планував укласти антиосманський союз з Росією, який був укладений вже під час правління Дмитрія.
Під час правління Кантемира відбувся міжнародний конгрес в Карловицях в 1699, на якому був укладений Карловицький мир. Польща домагалася передачі їй Молдови, а Австрія — Валахії, однак вони не змогли домовитися, і князівства залишилися під владою Туреччини, хоча ряд пунктів договору поліпшили їх стан. Оскільки турецькі гарнізони пішли з Поділля і фортеці Кам'янець-Подільський, через Молдову перестав проходити шлях турецьких військ до місць своєї дислокації. Польща звільнила деякі молдовські фортеці (Нямц, Сучаву та інші). Татари мали покинути землі на південь від Кишинева, захоплені після 1683.
Хоча Кантемир в період свого другого правління сильно підняв податки, та не зважаючи на це він користувався популярністю в народі і пам'ять про нього збереглася як про справедливого і доброго правителя.

## Сім'я
Дружину Антіоха звали Катріна. У них було троє дітей: дочка Анна і сини Дмитрій і Константин.